# Pothyne sinensis
Pothyne sinensis là một loài bọ cánh cứng trong họ Cerambycidae.